# جوناثان باتي
جوناثان باتي (18 أبريل 1974 بتشيسترفيلد في المملكة المتحدة - ) (بالإنجليزية: Jonathan Batty)‏ هو لاعب كريكت بريطاني. لعب مع نادي مقاطعة سري للكريكت ‏ ونادي مقاطعة غلوستر للكريكت ‏.

## وصلات خارجية
- جوناثان باتي على موقع إي آس بي آن كريك إنفو (الإنجليزية)